# George Biddell Airy
George Biddell Airy   (Alnwick, 27 de juliol de 1801 - Greenwich, 2 de gener de 1892) fou un astrònom i matemàtic anglès.

## Vida i obra
Fill d'un recaptador d'imposts, que el 1810 va ser nomenat director de l'oficina de tributs d'Essex i es va traslladar amb tota la família a Colchester, on Airy va rebre la seva escolarització. El 1813 el seu pare va perdre el lloc de treball i el jove Airy va passar moltes temporades a la casa de pagès del seu oncle, Arthur Biddell, amb qui sempre va mantenir una relació excel·lent. El 1819 va ingressar al Trinity College (Cambridge) en el que es va graduar el 1823 com first wrangler i premi Smith.
En graduar-se es va quedar com professor a la universitat i el 1826 va ser nomenat Catedràtic Lucasià de matemàtiques. El 1828 va passar a ser Plumian professor d'astronomia, fins al 1835 quan fou nomenat astrònom reial i es va traslladar a viure a l'Observatori Reial de Greenwich. El 1881 es va retirar i se'n va anar a viure amb les seves dues filles solteres a prop de Greenwich.

Casa d'estiueig dels Airy a Playford (East Anglia), dibuixada per la senyora Richarda Smith Airy, esposa de l'astrònom.

En morir a Greenwich el 1892 va ser enterrat al poble de Playford on el seu oncle tenia la casa i on ell mateix s'havia comprat una residència d'estiu.
Fou director de l'observatori de Cambridge (1828), al que donà gran impuls, i del de Greenwich (1835-1886), el que reorganitzà i dotà d'aparells més moderns. Realitzà nombroses investigacions en el camp de la física matemàtica i la matemàtica aplicada als càlculs astronòmics: en el camp de l'astronomia observacional lliurà a la posteritat el "disc d'Airy", la mida mínima aparent d'un estel (o font puntual de llum) degut a la difracció de la llum en l'objectiu del telescopi. És conegut, principalment, per no haver sabut reconèixer la importància dels càlculs de John Couch Adams pel descobriment del planeta Neptú.
També son d'especial importància el seus treballs per calcular l'hora astronòmica exacta, treballs que van convertir Greenwich en l'origen del fusos horaris i per una aportació relacionada amb l'òptica, però més mèdica que física: sembla que va ser la primera perona que va aconseguir corregir el seu astigmatisme amb ulleres.
Airy era una persona polifacètica i també s'interessava per altres temes històrics, filosòfics o literaris. Tant és així que el 1862 va publicar un llibre sobre la invasió romana d'Anglaterra per Juli Cèsar: Essays on the Invasion of Britain by Julius Caesar, amb una gran profusió de mapes explicatius. El 1848 va impartir sis conferències a Ipswich amb les quals va publicar un llibre que es va reeditar en nombroses ocasions amb el títol de Popular Astronomy.
Es batejaren en el seu honor els cràters Airy de la Lluna i Airy de Mart. Així com les anomenades funcions d'Airy prenen el seu nom dels seus treballs sobre l'anomenada equació d'Airy.

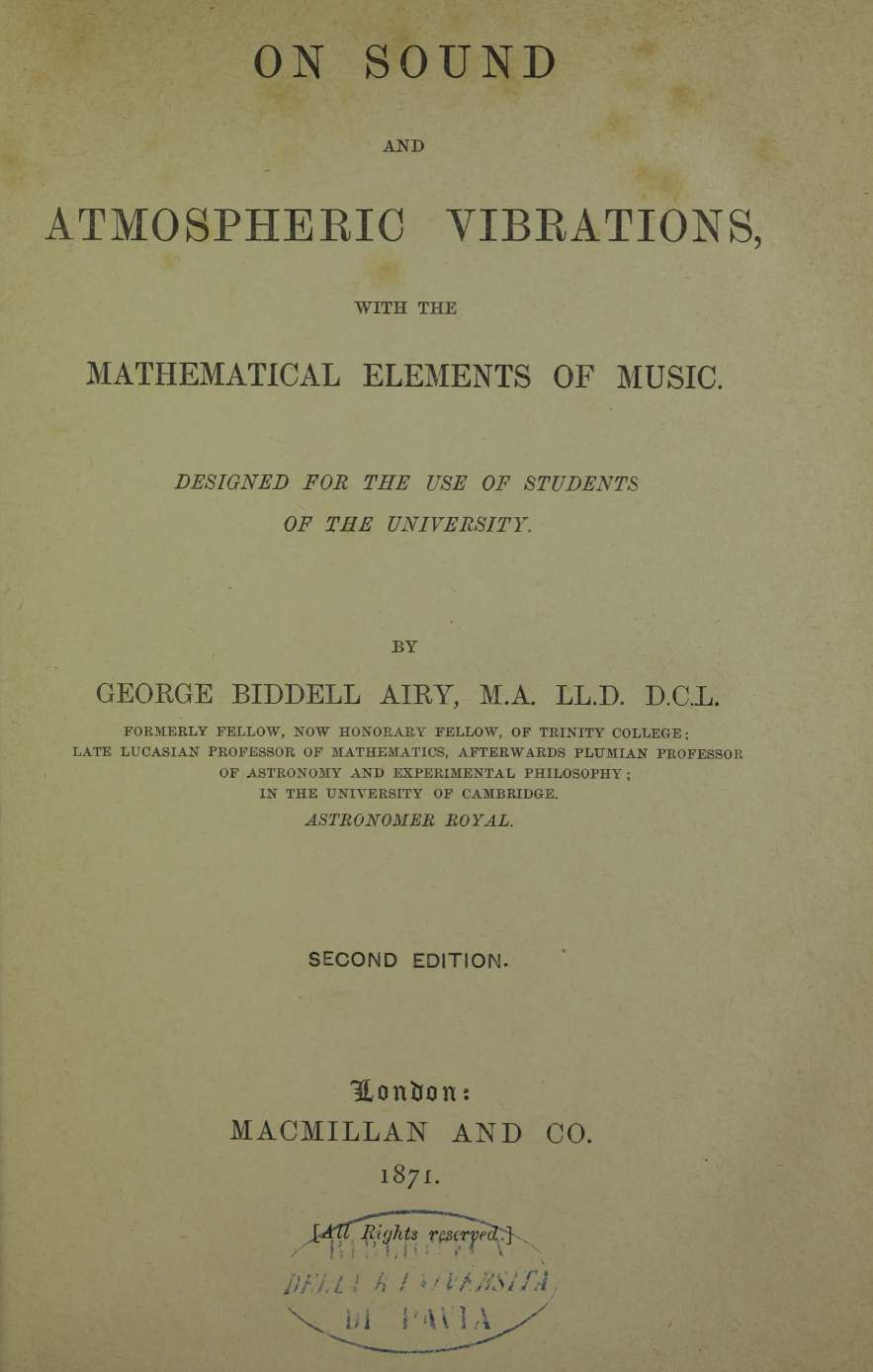
On sound and atmospheric vibrations with the mathematical elements of music, 1871
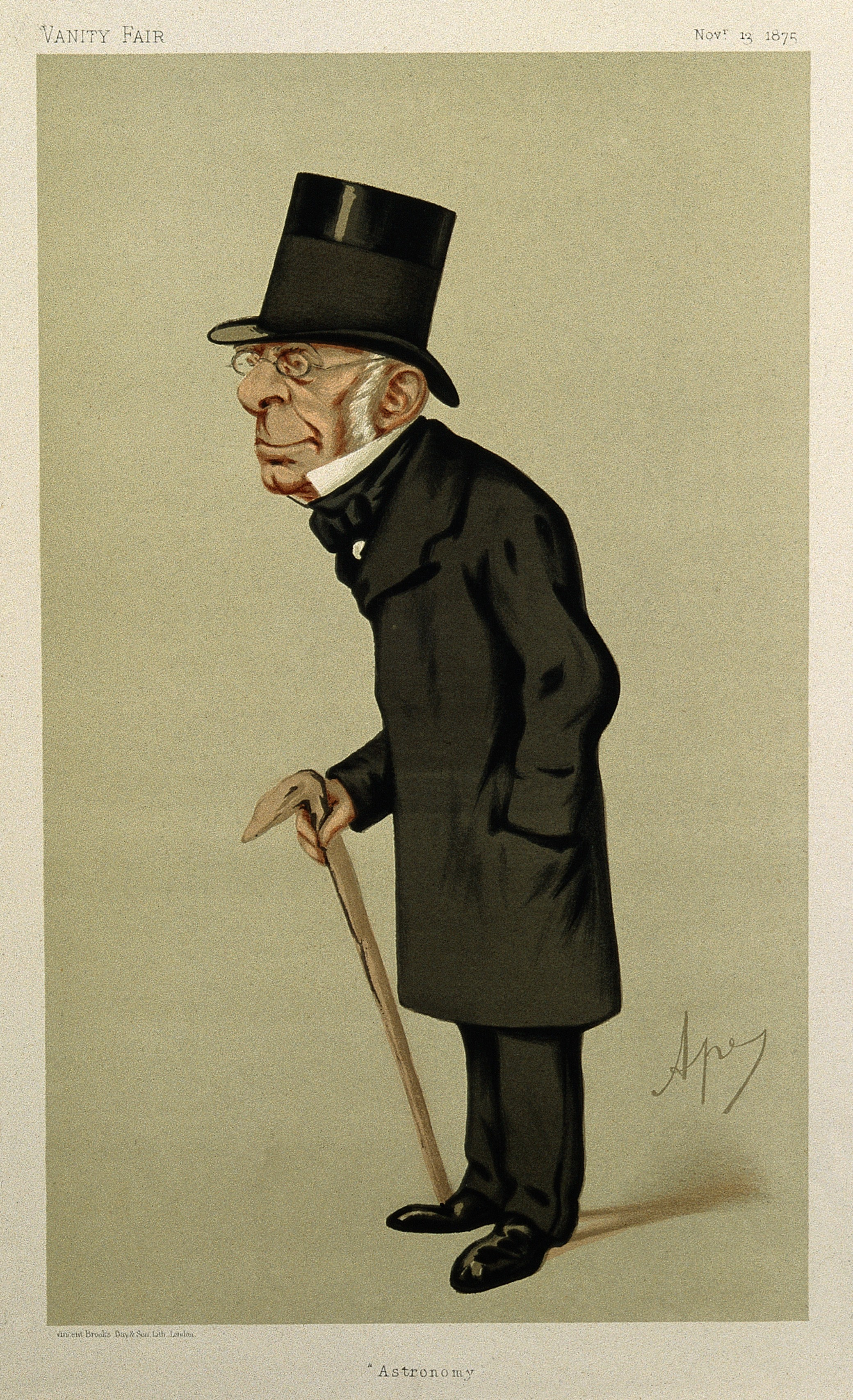
Caricatura de George Biddell Airy, 1875
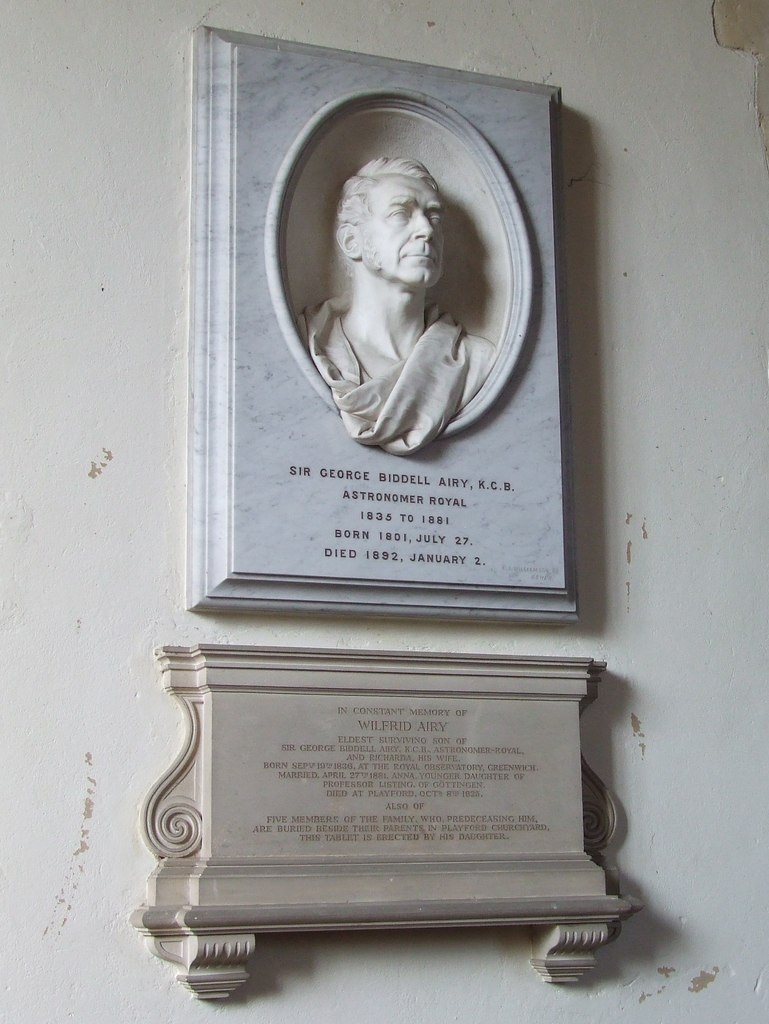
Cenotafi a l'interior de l'església de Playford
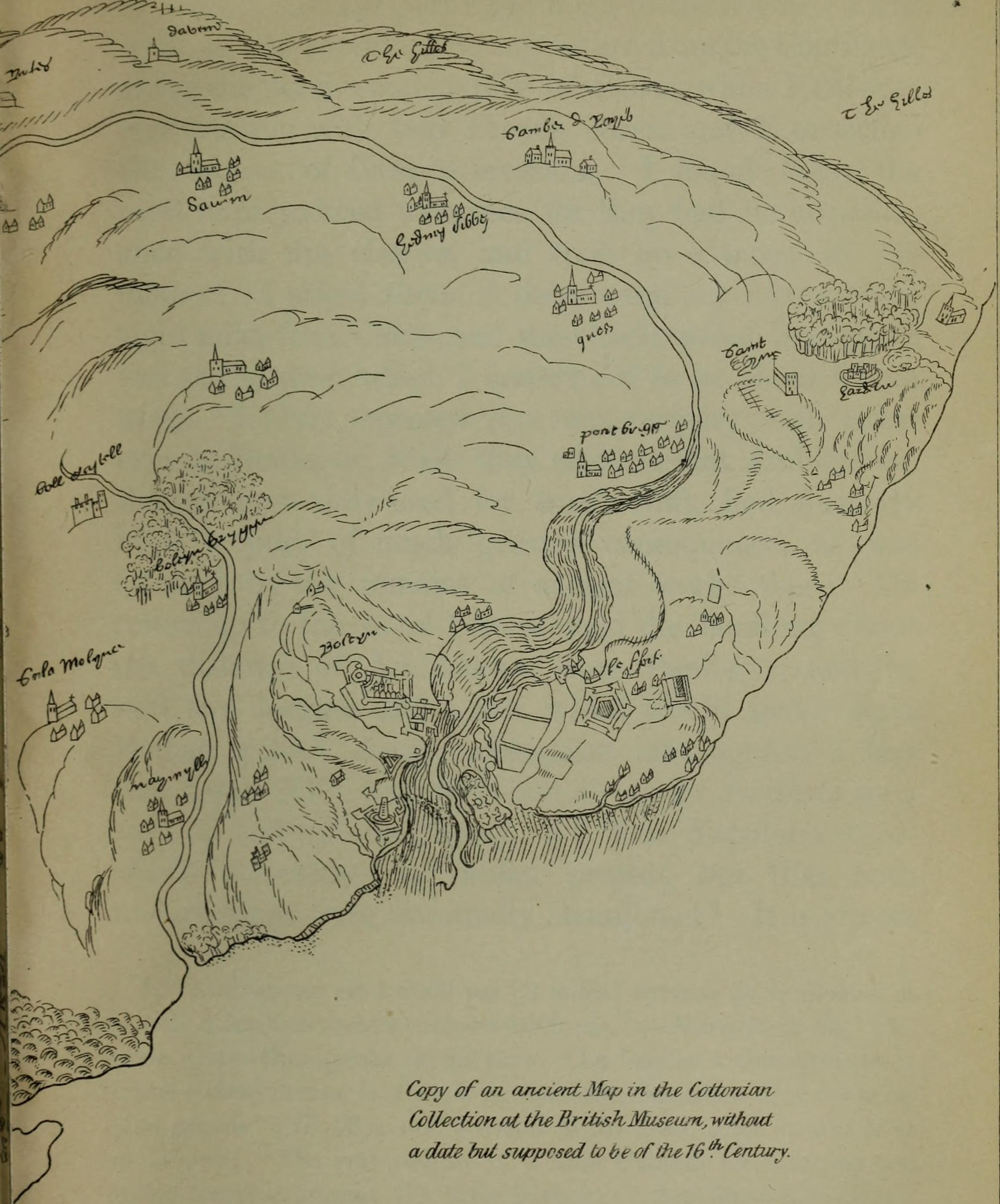
Un dels mapes de la Invasió  Juli César, 1862